# Motte de Botven
La motte de Botven est une motte castrale située à Langonnet en France.

## Localisation
La motte est située sur le territoire de la commune de Langonnet, au lieu-dit Botven, dans le département du Morbihan en région Bretagne.

## Historique
La motte est inscrite à l'inventaire général du patrimoine culturel.